# Saoheng Ol
Saoheng Ol (ur. 22 kwietnia 2003) – kambodżański zapaśnik walczący w stylu wolnym. Brązowy medalista igrzysk Azji Południowo-Wschodniej w 2023; piąty w 2021 roku. 